# Basiliobelus
Basiliobelus là một chi bọ cánh cứng trong họ Belidae.

## Các loài
- Basiliobelus alveatus
- Basiliobelus flavovittatus
- Basiliobelus lepidus